# Cataforesi
Cataforesi és la migració cap al càtode de les partícules d'una suspensió col·loidal, sota l'acció d'un camp elèctric. En cas de dirigir-se a l'ànode parlaríem d'anaforesi.
Té aplicacions terapèutiques, en la introducció de medicaments al cos a través de la pell o les mucoses per mitjà de l'electricitat. Existeixen tres teories sobre aquest tema: la de la polarització del teixit, produint inhibició de l'impuls sensori; l'osmòtica; i l'electrolítica. La derivació del corrent dels aparells cataforètics és de molta importància. S'ha mostrat molt eficaç pel blanquejament de dents, extraccions de polpes i dents, treure inflamacions pulpars, extirpació de tota classe d'abcesos, tractar la piorrea alveolar, etc.
També es fa servir a la indústria: La pintura en cataforesi  és un tractament superficial de pintura damunt de ferro, acer i altres aliatges conductors de corrent elèctric per donar una resistència significativa a la corrosió. Es caracteritza pel dipòsit uniforme d'una resina epoxi o acrílica a la superfície de l'element, assegurant molt de temps una extraordinària protecció contra agents químics i altres tipus d'atacs, mentre que també permet una millor adherència de la pintura. La resina acrílica és diferent de la resina epoxi, ja que pot estar en contacte directe amb els agents atmosfèrics mantenint-ne les característiques tècniques. Amb aquest tractament s'assegura una major protecció dels òxids.